# Melinopterus guillebeaui
Melinopterus guillebeaui är en skalbaggsart som beskrevs av Edmund Reitter 1892. Melinopterus guillebeaui ingår i släktet Melinopterus och familjen Aphodiidae. Inga underarter finns listade i Catalogue of Life.